# جيمس الكسندر باري
جيمس الكسندر باري هو سياسي كندي، ولد في 13 يناير 1886، وتوفي في 21 مايو 1950.